# Wellesley College
El Wellesley College és una universitat privada d'arts liberals per a dones a Wellesley (Massachusetts) fundada el 1870. És una de les integrants i fundadora del grup d'universitats femenines conegudes com Set Germanes (Seven Sisters). Entre les seves antigues alumnes s'hi compten algunes dones molt influents, com Hillary Rodham Clinton o Madeleine Albright.

## Història
Wellesley fou fundat per Pauline i Henry Fowle Durant, que creien que s'havien de donar oportunitats per a les joves per accedir a una educació. L'aprovació dels estatuts és del 17 de març de 1870 i el primer curs que es va impartir amb alumnes va començar el 8 de setembre de 1875 amb 314 alumnes. En un primer moment rebé el nom de Wellesley Female Seminary però fou substituït per l'actual el 1873.
La primera presidenta (rectora) fou Ada Howart el 1875 i, des d'aleshores, sempre ha estat dirigida per dones. L'actual presidenta, des de juliol de 2016, la cardiòloga Paula A. Johnson, és la primera afroamericana a ocupar el càrrec.
El 17 de març de 1914, el College Hall va ser destruït per un foc. No va provocar víctimes però la universitat en va patir la destrucció de l'edifici més antic i important del campus. En els següents 17 anys es van construir 9 edificis i el centre del campus es va situar sobre un turó.

## Dades actuals

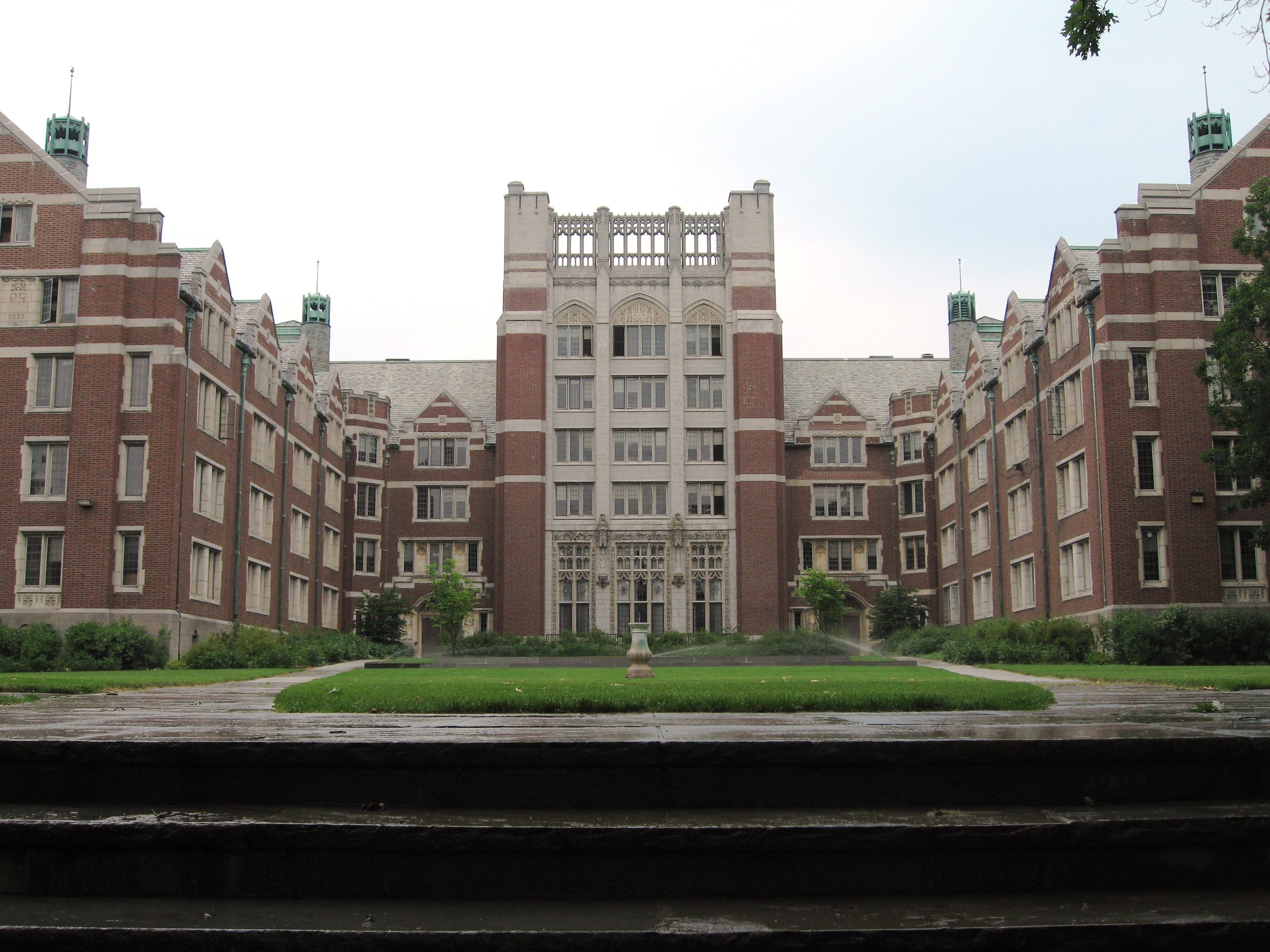
Tower Court

El lema del college és Non Ministrari sed Ministrare (llatí; "no ser servides sinó servir").
Segons la pàgina web del college s'hi compten 2.350 alumnes, que estudien en unes classes de 17 a 20 estudiants per classe i una ràtio de set alumnes per professor. El 86% de les alumnes es graduen en quatre anys i el 91% s'han graduat en un termini de sis anys. El cost de l'ensenyament i allotjament s'eleva el curs 2016-17 a gairebé 64.000 dòlars per curs; més del 50% de les alumnes rep beques.
Actualment ofereix més de 50 graus que es cursen en quatre anys, però també ofereix graus interuniversitaris amb l'MIT i altres universitats (Brandeis, Babson), que es cursen en cinc anys. Degut a l'alta demanda, la universitat només acceptà el 30% de les sol·licituds d'ingrés el curs 2015-16.
La universitat té 14 equips esportius en diferents disciplines i 21 edificis de residències. El campus és conegut per la seva extensió de 200 hectàrees i la seva bellesa natural; inclou un llac (Lake Waban) i boscos d'arbres de fulla perenne i caduca.

## Altres instal·lacions
El college allotja el Davis Museum fundat el 1889 com a part de l'equipament docent, ja que la pintura i el dibuix eren part del currículum educatiu i també la història de l'art, des de 1885; Wellesley fou de les primeres universitats estatunidenques en introduir aquesta matèria. En el campus hi ha també diversos jardins botànics i hivernacles.

## Curiositats
- La pel·lícula Mona Lisa Smile (de 2003) està situada i rodada a Wellesley i ambientada en els anys 50 del segle xx.
- El personatge de la Dra. Miranda Bailey en la sèrie Grey's Anatomy és alumna de Wellesley.

## Presidentes (rectores)
- Ada Howart (1875-1881)
- Alice Elvira Freeman Palmer (1881-1887)
- Helen Almira Shafer (1887-1894)
- Julia Josephine Thomas Irvine (1894-1899)
- Caroline Hazard (1899-1910)
- Ellen Fitz Pendleton (1911-1936; primera presidenta que n'era antiga alumna)
- Mildred H. McAfee (Mildred McAfee Horton) (1936-1949; amb una absència per servei de guerra com a directora del WAVES)
- Margaret Clapp (1949-1966; també antiga alumna)
- Ruth M. Adams (1966-1972)
- Barbara Warne Newell (1972-1980)
- Nannerl Overholser Keohane (antiga alumna; després seria rectora de la Duke University de 1993–2004) (1981-1993)
- Diana Chapman Walsh (1993-2007; antiga alumna)
- H. Kim Bottomly (2007-2016)
- Paula Johnson (2016--)[7]

## Alumnes i professorat destacat

### Alumnes
- Madeleine Albright
- Emily Greene Balch
- Carolina Barco
- Jackie Brookner
- Annie Jump Cannon
- Hillary Clinton
- Nora Ephron
- Elizabeth Hirsh Fleisher
- Colette Flesch
- Erna Schneider Hoover
- Winifred Edgerton Merrill
- Mary Rodgers
- Elisabeth Shue
- Mary Allen Wilkes
- Bing Xin

### Professorat
- Mary Whiton Calkins
- Ellen Hayes
- Alasdair MacIntyre
- Vladímir Nabókov
- Paul J. Sachs
- Mary Sears